# آب‌انبار سبز کولار
آب‌انبار سبز کولار مربوط به دوره قاجار است و در لار، محله آقا، خیابان مدرس جنوبی واقع شده و این اثر در تاریخ ۱۹ مرداد ۱۳۸۴ با شمارهٔ ثبت ۱۲۷۱۱ به‌عنوان یکی از آثار ملی ایران به ثبت رسیده است.